# Tierseuchengesetz (Österreich)
Das Tierseuchengesetz (TSG) regelt in Österreich die Maßnahmen bei Auftreten von Tierseuchen bei Haustieren, Tieren in Tiergärten sowie freilebenden Wildtieren.

## Inhalt
Das Gesetz bestimmt Maßnahmen im Falle des Auftretens von Tierseuchen, wie die Bestimmung spezieller Seuchentierärzte und einer Seuchenkommission, Desinfektionsmaßnahmen, Ausfuhrbestimmungen, Veröffentlichung des Seuchenausbruches sowie auch der Prävention, wie Schulung der Amtstierärzte, Verhinderung der Einschleppung aus dem Ausland (veterinärbehördliche Grenzkontrolle), Kontrolle von Viehmärkten oder Tierauktionen, Überwachung des Handels und Transports von Tieren, größerer Tieransammlungen, Schlachttier- und Fleischuntersuchung, Tierkörperverwertung und anderes.
Das Gesetz unterscheidet seuchenverdächtig und ansteckungsverdächtig, also kranke und infektiöse Tiere.
Nach den §§ 50 bis 58 werden durch den Landeshauptmann aus Bundesmitteln unter anderem Viehverluste entschädigt, die durch behördliche Tötungsanordnungen oder bestimmte andere nach dem Gesetz getroffene Reglementierungen der Tierhaltung entstanden sind. Bei Viehverlusten ist grundsätzlich der durch eine Schätzungskommission ermittelte Verkehrswert für die Höhe der Entschädigung maßgebend.

## Vollzugsbehörde
Erstinstanzliche Vollzugsbehörde ist die Bezirksverwaltungsbehörde, sodann der Landeshauptmann und der Bundeskanzler.